# Пуфінур
Пуфінур (Pelecanoides) — рід буревісникоподібних птахів, єдиний у родині родини пуфінурових (Pelecanoididae). Містить п'ять видів буревісників невеликого розміру, дуже подібних подібних до гагар. Схожість з цією незв'язаною групою виникла завдяки конвергентній еволюції, тому що представники обох родів полюють, пірнаючи, хоча в минулому деякі дослідники висловлювали думку про генетичну спорідненість. Цей рід — більш пристосований до життя в воді, а не над водою, а його представники частіше мешкають біля узбережжя, ніж інші представники ряду. Пуфінури поширені в Південному океані.

## Види
- Пуфінур перуанський (Pelecanoides garnotii)
- Пуфінур георгійський (Pelecanoides georgicus)
- Пуфінур магеланський (Pelecanoides magellani)
- Пуфінур великий (Pelecanoides urinatrix)
- Pelecanoides whenuahouensis